# Туманний (смт)
Туманний (рос. Туманный) — смт у Кольському районі Мурманської області Російської Федерації.
Населення становить 483 особи. Орган місцевого самоврядування — Туманненське міське поселення .

## Населення
| 1979 | 1989  | 2002 | 2009 | 2010 | 2011 | 2012 |
| ---- | ----- | ---- | ---- | ---- | ---- | ---- |
| 2647 | ↘1918 | ↘950 | ↘824 | ↘685 | ↘681 | ↘661 |
| 2013 | 2014  | 2015 | 2016 | 2017 | 2018 | 2019 |
| ↘651 | ↘600  | ↘579 | ↗594 | ↘579 | ↘549 | ↘483 |